# Chourgnac
Chourgnac (auch: Chourgnac-d’Ans, okzitanisch: Chornhac) ist eine französische Gemeinde mit 69 Einwohnern (Stand 1. Januar 2022) im Département Dordogne in der Region Nouvelle-Aquitaine (vor 2016 Aquitaine). Sie gehört zum Arrondissement Sarlat-la-Canéda (bis 2017 Périgeux) und zum Kanton Le Haut-Périgord noir. Die Bewohner nennen sich Chourgnacois und Chourgnacoises.

## Geografie
Chourgnac liegt etwa 24 Kilometer ostnordöstlich von Périgueux. 
Nachbargemeinden sind Tourtoirac im Norden, Sainte-Orse im Osten und Süden, Gabillou im Südwesten sowie Sainte-Eulalie-d’Ans im Süden und Westen. 

## Bevölkerungsentwicklung
| Jahr                       | 1962 | 1968 | 1975 | 1982 | 1990 | 1999 | 2006 | 2019 |
| -------------------------- | ---- | ---- | ---- | ---- | ---- | ---- | ---- | ---- |
| Einwohner                  | 113  | 94   | 71   | 72   | 71   | 56   | 68   | 59   |
| Quellen: Cassini und INSEE |      |      |      |      |      |      |      |      |

## Sehenswürdigkeiten

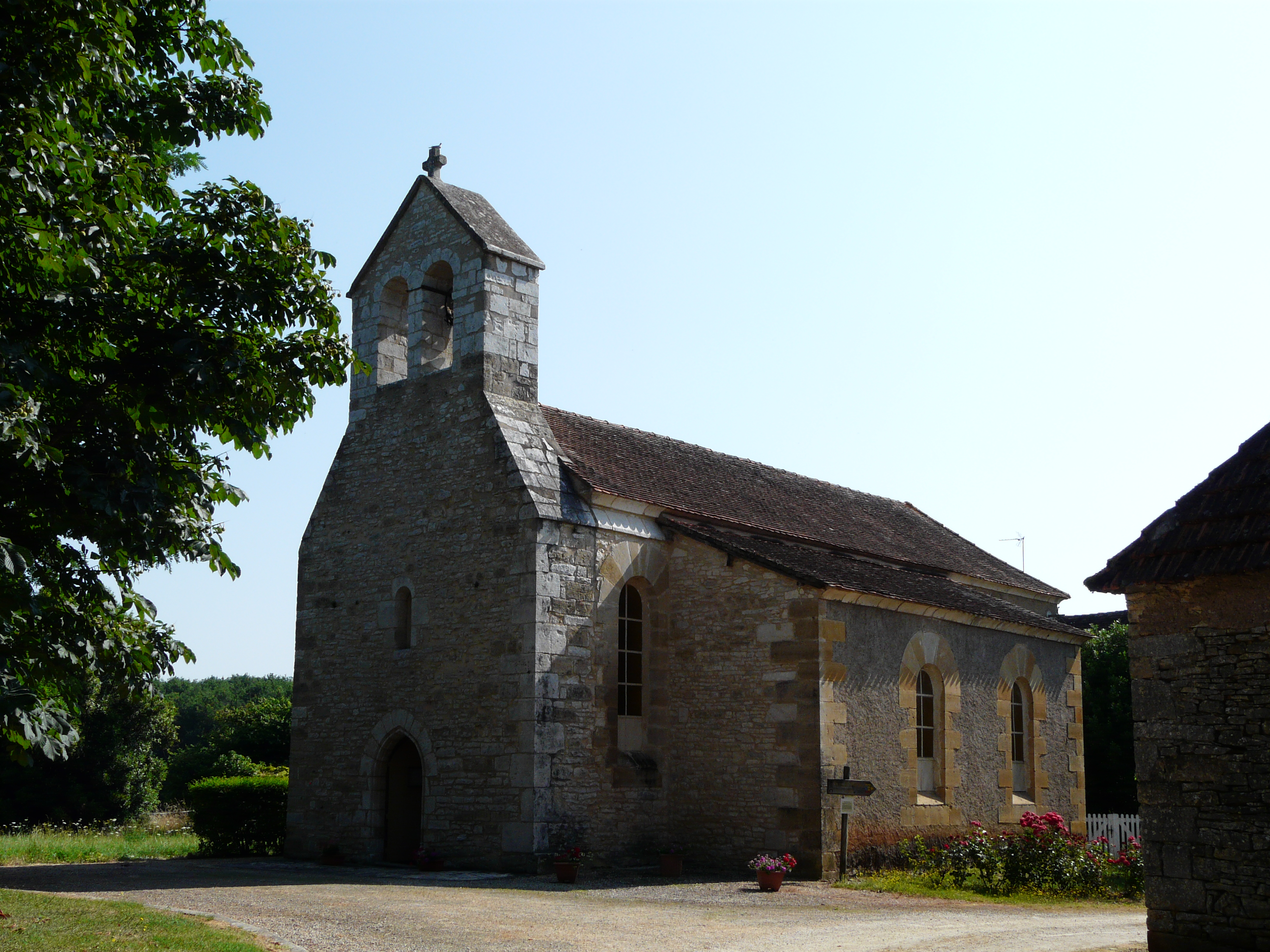
Kirche Saint-Sulpice
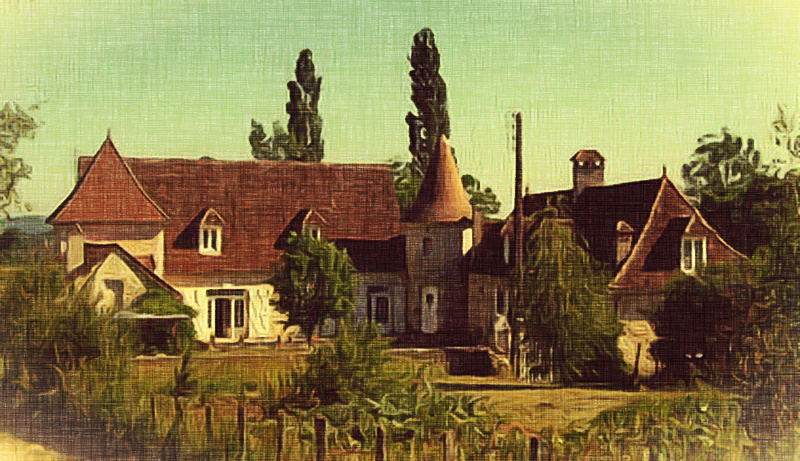
Chartreuse von La Chèze

- Kirche Saint-Sulpice
- Chartreuse von La Chèze

## Persönlichkeiten
- Orélie Antoine de Tounens (1825–1878), Abenteurer
- Philippe Boiry (1927–2014), Rechtsanwalt, Journalist, erkaufter Thronprätendent des „Königreichs von Araukanien und Patagonien“

## Gemeindepartnerschaft
Mit der belgischen Gemeinde Ans in der Provinz Liège (Wallonien) besteht eine Partnerschaft.